# Вызинский, Генрих Викентьевич
Генрих Викентьевич Вызинский (1834—1879) — российский историк, профессор Московского университета.

## Биография
Окончил Люблинскую губернскую гимназию (1849, с серебряной медалью) и историко-филологический факультет Московского университета (1854, со степенью кандидата). Был оставлен на два года при университете для получения степени магистра и направлен за границу. В июле 1857 году утверждён в степени магистра всеобщей истории после защиты диссертации «Папство и священная Римская Империя в XIV и XV столетии (до Базельского собора)» (М.: тип. Каткова и К°, 1857).
С сентября 1858 года исполнял должность адъюнкта, затем — экстраординарного профессора кафедры всеобщей истории историко-филологического факультета Московского университета (1859–1862?): «читал по собственным запискам, студентам 3 и 4 курсов историко-филологического и 2 курса юридического факультетов Новую историю по 3 часа в неделю». В 1860—1861 годах в Санкт-Петербурге были напечатаны: «Англия в XVIII столетии: Публ. лекции проф. Моск. ун-та Генриха Вызинского. Ч. 1—2».
Изучал историю XVII—XVIII веков Западной Европы, а также религиозные и церковные отношения в средневековье: «Лорд Маколей, его жизнь и сочинения» (СПб.: Н. Тиблен, 1860) и др. Печатался в журнале Русская речь Е. В. Салиас-де-Турнемир, на которую имел сильное влияние в «польском вопросе».